# Warburtons
Warburtons es una empresa de panadería británica fundada por Thomas Warburton en 1876 y con sede en Bolton, una ciudad anteriormente en Lancashire, Inglaterra, y ahora en Gran Manchester. Durante gran parte de su historia, Warburtons solo tuvo panaderías en Lancashire y sigue siendo una empresa familiar. En 2018, Warburtons tiene 12 panaderías, 14 depósitos y 4500 empleados en todo el Reino Unido. 
La empresa se embarcó en un gran programa de expansión a finales de la década de 1990 que continuó en la década de 2000 y ha crecido en todo el Reino Unido después de ser relativamente desconocida fuera del noroeste.  En 2010, tenía una participación del 24% del mercado de pan del Reino Unido, en comparación con el 2% cuando tenía su sede únicamente en Bolton.  En 2008, Warburtons era el pan más popular en Lancashire, con una cuota de mercado del 45%, frente a sólo el 15% en Londres. 
En 2012, la marca Warburtons fue el pan más popular en el Reino Unido, por delante de sus rivales Kingsmill y Hovis, posición que reclamó en 2008.  Hasta 2010, los productos Warburtons eran la segunda marca de alimentos y bebidas más vendida en el Reino Unido después de Coca-Cola  y por delante de marcas como Cadbury's, Barr's y Walker's. 
La empresa donó 25.000 libras esterlinas al Partido Conservador en 2010 y organizó uno de los discursos de David Cameron en su sede de Bolton.   En una entrevista de 2016 con Campaign, el presidente Jonathan Warburton fue citado diciendo que el Brexit era "algo muy bueno que haya sucedido" y llamó a la Unión Europea un "cadáver podrido".  
En respuesta a las medidas del gobierno del Reino Unido contra el COVID-19, Warburton dijo: "Fue demasiado lejos... la gente ha tenido un miedo enorme, innecesariamente". 

## Historia

### Años de fundación
Ellen y Thomas Warburton compraron una pequeña tienda de comestibles en Bolton en 1876. El negocio creció y el sobrino de Thomas, Henry, se unió al negocio cuando tenía 16 años y se convirtió en un panadero experto a los 25 años. Henry continuó expandiendo el negocio y la ubicación de la panadería se trasladó cuatro veces en 25 años, terminando con la apertura de Back o'th' Bank Bakery, inaugurada por Rachael Warburton en julio de 1915. Henry se involucró en los asuntos locales dentro de la comunidad y se presentó como candidato liberal. Se convirtió en alcalde de Bolton. Henry Warburton murió en 1936.
Warburtons creció con la compra de varias empresas más pequeñas en el noroeste de Inglaterra.

### Expansión
La producción de pan se basó únicamente en Bolton durante gran parte de la historia de la empresa. Debido a esto, durante el transporte el pan perdió su frescura cuando llegó a cualquier lugar fuera del noroeste de Inglaterra. Con la creciente demanda de minoristas nacionales como Tesco, Asda y Sainsbury's,  a finales de los años 1990 la compañía se embarcó en un programa de expansión y abrió nuevas plantas en Eastwood en Nottinghamshire, Bellshill y Wednesbury. Warburtons se mudó a Escocia en 1996 y en 2003 la empresa tenía una participación del 32% del mercado escocés del pan. 

### Marca nacional
En octubre de 2003, el príncipe Felipe, duque de Edimburgo, abrió la undécima panadería de Warburtons en Enfield, al norte de Londres. En 2004, Warburtons aumentó la producción en Escocia con la finalización de Bellshill, fase dos. Rathbones Bakeries, con sede en Walsall, entró en administración en abril de 2005, y Warburtons compró una panadería en Stockton-on-Tees, justo al lado de la A66, cerca de Preston-on-Tees, en enero de 2005, y otra panadería en Rogerstone, cerca de la A467, en Newport en noviembre de 2005. Un terreno de £ 60 millones 12 acres (48 562,3 m²)  súper panadería en Normanton, West Yorkshire, inaugurada en marzo de 2006, afirmando ser la panadería más grande de Europa. Otras panaderías fuera del área de Lancashire se encuentran en Newburn, cerca de Newcastle upon Tyne, junto a la A6085 y el río Tyne.
En 2010, la empresa anunció el cierre de sus instalaciones de Newport, pero mantuvo un depósito de distribución en Port Talbot para continuar el servicio al mercado de Gales del Sur. La producción se trasladó a una nueva planta en Bristol. El arrendamiento de la planta de Newport fue cedido a Brace's Bakery. 
En 2013, el Daily Mirror nombró a Warburtons como la marca de compras más querida en Gran Bretaña, por delante de Coca-Cola, Heinz y Cadbury. 
A principios de 2015, Warburtons anunció el uso de Sylvester Stallone en su campaña de marketing, con Stallone recreando papeles que había interpretado anteriormente.  Otro anuncio muestra a Los Muppets cantando sobre la nueva marca de bollos gigantes, en un estilo casi idéntico al tema de apertura de The Muppet Show, mientras que el anuncio con Peter Kay juega con la conexión de Bolton.
En mayo de 2019, Robert De Niro apareció en un anuncio de bagels Warburtons.  En 2021, George Clooney apareció en un anuncio de televisión junto a Jonathan Warburton.  En 2023, Samuel L. Jackson interpretó a Warburton en un anuncio del pan Warburtons Toastie.  
En marzo de 2020, Warburtons fue criticado por minoristas independientes más pequeños por priorizar las entregas a supermercados más grandes como resultado de la pandemia de COVID-19. 
En enero de 2023, Waitrose dijo que había dejado de almacenar productos Warburtons el año anterior en medio de una disputa comercial, "después de que su desempeño no cumplió con nuestras expectativas". 

## Productos
Warburtons fabrica cinco categorías de productos: pan, bollos, snacks de panadería (incluidos bollos y pasteles de patata), sin gluten y Weight Watchers.
Los productos básicos de Warburtons incluyen el pan Toastie envuelto en naranja, el pan Medium envuelto en azul y el pan Thickest envuelto en verde, todos envueltos en papel encerado.